# Eulychnia
Eulychnia es un género de cactus con forma de candelabro o arborescente, comprende entre 6 y 9 especies dependiendo de la autoridad que lo clasifique.

## Descripción
Estos cactus del desierto puede sobrevivir en condiciones muy calurosas, donde las temperaturas pueden alcanzar hasta los 50 grados Celsius. Además, las especies de este género de cactus también pueden sobrevivir en algunos de los lugares  secos, como el desierto de Atacama, el desierto más árido del mundo.

## Taxonomía
El género fue descrito por Rodulfo Amando Philippi y publicado en Florula Atacamensis seu Enumeriatio . . . 23. 1860. La especie tipo es: Eulychnia breviflora.
Etimología
Eulychnia: nombre genérico que deriva de las palabras griegas: "εὖ" (eu) = "hermosa" y "λύχνος" (lychnos) = "lámpara" aludiendo a que es como una "hermosa antorcha".

## Especies
- Eulychnia acida
- Eulychnia breviflora
- Eulychnia castanea
- Eulychnia iquiquensis
- Eulychnia ritteri
- Eulychnia saint-pieana